# 鍾非
鍾　非（しょう　ひ、ジョン　フェイ（簡体字表記：钟非、ピンイン：Zhōng Fēi）1968年 - ）は、中国出身の経済学者。東京大学大学院総合文化研究科国際社会科学専攻・教養学部教養学科准教授。中国上海生まれ。

## 略歴
- 1999年　京都大学大学院経済学研究科博士後期課程修了。博士（経済学）
- 2000年　東京大学大学院経済学研究科経済学部研究助手

を経て現職。

## 専門分野
専門分野は応用経済学、開発経済学、現代中国経済。博士（経済学）（京都大学）。現代中国経済を専門とし、特にマクロ経済学・ミクロ経済学など近代経済学理論と、プロビット分析などの統計学・計量経済学を駆使して、マクロ経済、財政、金融、不平等、腐敗、貧困などの経済問題を研究している。

## 主著
- 『私の東大クイズ〈2〉発想力を鍛える180問 』本の泉社、2011
- 『私の東大クイズ：悩みから生まれた305問』本の泉社、2010
- 「思想評価は人々の行動を反映できるか？アンケート調査に基づく分析」『国際社会科学』59,79-92,2010
- 「援助の手が助けたのは誰?中国上海私営飲食業の事例」『国際社会科学』57, 61-79, 2007
- 『現代中国経済論：体制転換の歴史的・理論的・実証的分析』（単著、268頁）新世社、2005
- 「中国の経済改革における地方政府の役割」『政経研究』(83),119-135, 2004
- 「地方政府所有企業から民間企業へ：中国の郷鎮企業についての分析」『経済統計研究』 32(1), 43-58, 2004
- 「改革後における中国の地方分権からの教訓：事実と理論」『アジア経済』44(8),33-62,2003-08
- 「中国における経済システムの変化と所得分配：包括的レビュー」『国際社会科学』53,17-50, 2003
- 「中国の年金システムをどう改革するか：歴史とシミュレーション」『政経研究』(81),109-121, 2003
- 「中国経済、地域間で歪み」『日本経済新聞』（経済教室）2002.2.5
- 「移行パターン：1つのサーベイ」『經濟學論集』68(1), 29-45, 2002
- 「腐敗による経済的影響および反腐敗の理論：1つのサーベイ」『公共選択の研究』(39), 42-55, 2002
- 「中国：社会不安を回避するため所得税改革は急務」『エコノミスト』82(48),35-37, 2004-08-31
- 「学者が斬る(105)中国のデフレ発生メカニズムを解く」『エコノミスト』81(11), 46-49, 2003-03-04
- 「パターンで読む世界のインフレーションとデフレーション」(特集 デフレ気分、インフレ気分)『IS』(86), 20-23, 2001
- 「中国における所得不平等のタイル分解：実証分析と政策的含意」『経済統計研究』28(3), 51-68, 2000
- 「移行期における中国経済の本質を探って：古き視点による新しき展望」『政経研究』(75), 48-63, 2000
- 『中国のインフレーション』京都大学大学院経済学研究科博士学位論文, 1999
- 「中国経済における物資不足,インフレ-ション,貨幣経済化：サ-ベイと批評」『政経研究』(70), 97-111, 1998
- 「『ソフトな予算制約』理論の新展開に関するサーベイ」『比較経済体制研究』(5),111-117, 1998
- 「中国都市部における実質所得の不平等：家計調査データに基づく計測と分析」『アジア経済』39(11), 51-76,1998
- 「中国のインフレーションの原因に関する経済分析：1979-96年」『經濟論叢』162(4), 43-61, 1998
- 「中国のマクロ経済政策スタンスに関する政治経済学的アプローチ：実証と理論」『經濟論叢』159(3), 54-71, 1997
- 「中国におけるインフレ-ションの再分配効果に関する実証分析」『経済統計研究』(1),57-98, 1997
- 「中国におけるインフレファイナンスの可能性に関する検討 」『經濟論叢』160(3), 61-80, 1997
- 「コスト・プッシュかデマンド・プルか：中国のインフレ-ションに関する実証的考察」『経済統計研究』24(3),1-23,1996

など。

## 関連人物
- 中兼和津次